# Mellicta aphaea
Mellicta aphaea är en fjärilsart som beskrevs av Jacob Hübner 1814/16. Mellicta aphaea ingår i släktet Mellicta och familjen praktfjärilar. Inga underarter finns listade i Catalogue of Life.